# Alysicarpus misquitei
Alysicarpus misquitei är en ärtväxtart som beskrevs av Sarah M. Almeida och Marselein Rusario Almeida. Alysicarpus misquitei ingår i släktet Alysicarpus och familjen ärtväxter. Inga underarter finns listade i Catalogue of Life.